# Lista dei Consigli europei

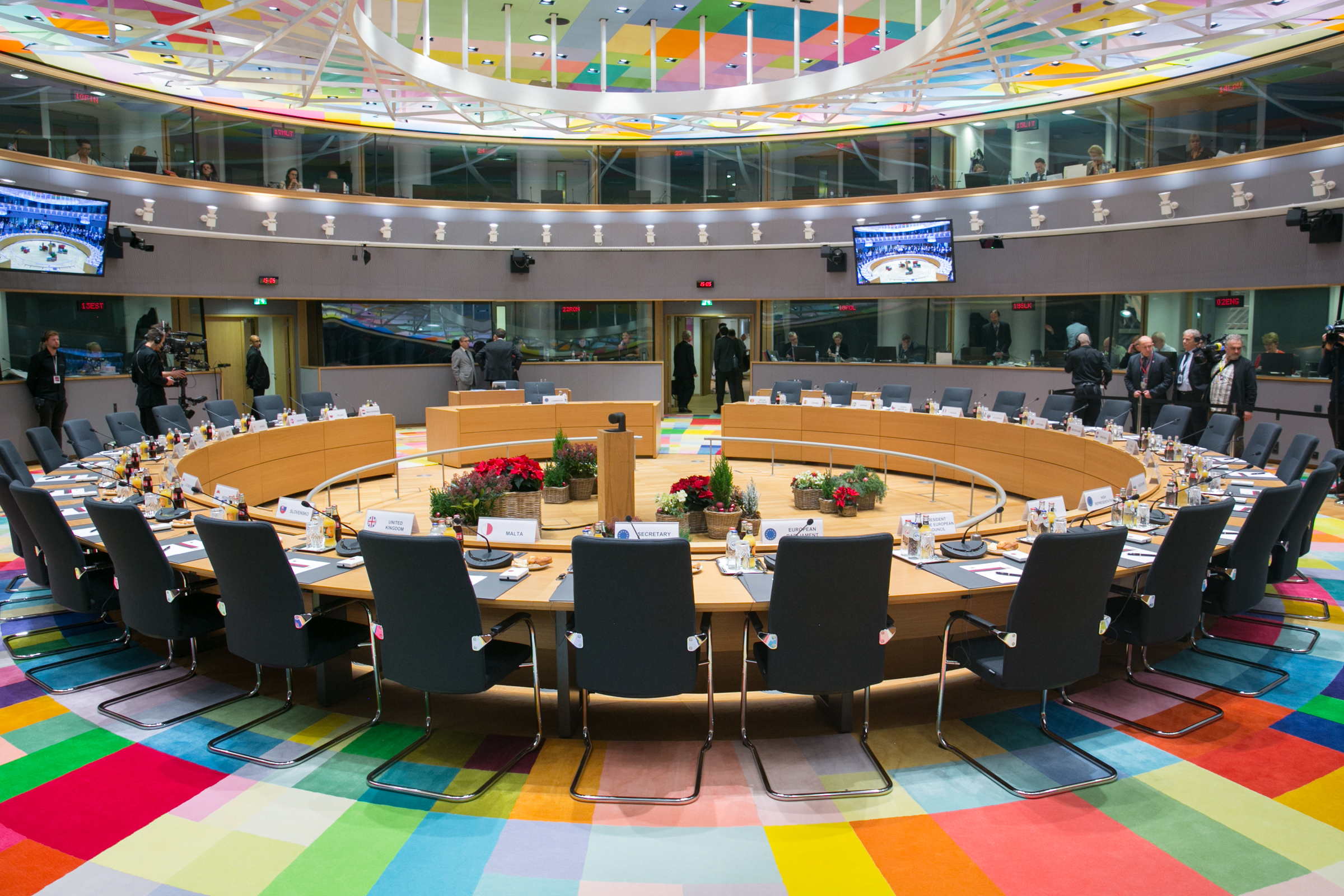
Una delle sale del Palazzo Europa usate comunemente dal 2017 per le riunioni del Consiglio europeo

Quella che segue è una lista delle riunioni del Consiglio europeo ordinata per presidenza, data e sede.

## Prime riunioni
I primi Consigli si tennero nel febbraio e nel luglio 1961, rispettivamente a Parigi e a Bonn, e furono vertici informali dei leader della Comunità Europea. Il primo summit di rilievo si tenne all'Aia nel 1969; esso sancì un accordo per l'ingresso del Regno Unito nella CEE e avviò la cooperazione politica europea. I Consigli europei furono ufficializzati solo nel vertice di Parigi del dicembre 1974, su proposta del presidente francese Valéry Giscard d'Estaing.

## Riunioni ufficiali del Consiglio

### Consiglio europeo, dal 1975 al 1983
1975
| Data          | Sede      | Presidente    | Note                                             |
| ------------- | --------- | ------------- | ------------------------------------------------ |
| 10-11 marzo   | Dublino   | Liam Cosgrave | European Council 10-11 march 1975                |
| 16-17 luglio  | Bruxelles | Aldo Moro     | European Council 16-17 july 1975 - Conclusions   |
| 1º-2 dicembre | Roma      | Aldo Moro     | European Council 1-2 december 1975 - Conclusions |

1976
| Data           | Sede        | Presidente   | Note                                               |
| -------------- | ----------- | ------------ | -------------------------------------------------- |
| 1º-2 aprile    | Lussemburgo | Gaston Thorn | European Council 1-2 april 1976 - Conclusions      |
| 12-13 luglio   | Bruxelles   | Joop den Uyl | European Council 12-13 july 1976 - Conclusions     |
| 29-30 novembre | L'Aia       | Joop den Uyl | European Council 29-30 november 1976 - Conclusions |

1977
| Data         | Sede      | Presidente      | Note                                             |
| ------------ | --------- | --------------- | ------------------------------------------------ |
| 25-26 marzo  | Roma      | James Callaghan | European Council 25-26 march 1977 - Conclusions  |
| 29-30 giugno | Londra    | James Callaghan | European Council 29-30 june 1977 - Conclusions   |
| 5-6 dicembre | Bruxelles | Leo Tindemans   | European Council 5-6 december 1977 - Conclusions |

1978
| Data         | Sede       | Presidente      | Note                                             |
| ------------ | ---------- | --------------- | ------------------------------------------------ |
| 7-8 aprile   | Copenaghen | Anker Jørgensen | European Council 7-8 april 1978 - Conclusions    |
| 6-7 luglio   | Brema      | Helmut Schmidt  | European Council 6-7 july 1978 - Conclusions     |
| 4-5 dicembre | Bruxelles  | Helmut Schmidt  | European Council 4-5 december 1978 - Conclusions |

1979
| Data           | Sede       | Presidente               | Note                                               |
| -------------- | ---------- | ------------------------ | -------------------------------------------------- |
| 12-13 marzo    | Parigi     | Valéry Giscard d'Estaing | European Council 12-13 march 1979 - Conclusions    |
| 21-22 giugno   | Strasburgo | Valéry Giscard d'Estaing | European Council 22-23 march 1979 - Conclusions    |
| 29-30 novembre | Dublino    | Jack Lynch               | European Council 29-30 november 1979 - Conclusions |

1980
| Data          | Sede        | Presidente        | Note                                             |
| ------------- | ----------- | ----------------- | ------------------------------------------------ |
| 17-18 aprile  | Lussemburgo | Francesco Cossiga | European Council 17-18 april 1980 - Conclusions  |
| 12-13 giugno  | Venezia     | Francesco Cossiga | European Council 12-13 june 1980 - Conclusions   |
| 1º-2 dicembre | Lussemburgo | Pierre Werner     | European Council 1-2 december 1980 - Conclusions |

1981
| Data           | Sede        | Presidente        | Note                                               |
| -------------- | ----------- | ----------------- | -------------------------------------------------- |
| 23-24 marzo    | Maastricht  | Dries van Agt     | European Council 23-24 march 1981 - Conclusions    |
| 29-30 giugno   | Lussemburgo | Dries van Agt     | European Council 29-30 june 1981 - Conclusions     |
| 26-27 novembre | Londra      | Margaret Thatcher | European Council 26-27 november 1981 - Conclusions |

1982
| Data         | Sede       | Presidente       | Note                                             |
| ------------ | ---------- | ---------------- | ------------------------------------------------ |
| 29-30 marzo  | Bruxelles  | Wilfried Martens | European Council 29-30 march 1982 - Conclusions  |
| 28-29 giugno | Bruxelles  | Wilfried Martens | European Council 28-29 june 1982 - Conclusions   |
| 3-4 dicembre | Copenaghen | Poul Schlüter    | European Council 3-4 december 1982 - Conclusions |

1983
| Data         | Sede      | Presidente         | Note                                             |
| ------------ | --------- | ------------------ | ------------------------------------------------ |
| 21-22 marzo  | Bruxelles | Helmut Kohl        | European Council 21-22 march 1983 - Conclusions  |
| 17-19 giugno | Stoccarda | Helmut Kohl        | European Council 17-19 june 1983 - Conclusions   |
| 4-6 dicembre | Atene     | Andreas Papandreou | European Council 4-6 december 1983 - Conclusions |

### Consiglio europeo, dal 1984 al 1993
1984
| Data         | Sede          | Presidente          | Note                                             |
| ------------ | ------------- | ------------------- | ------------------------------------------------ |
| 19-20 marzo  | Bruxelles     | François Mitterrand | European Council 19-20 march 1984 - Conclusions  |
| 25-26 giugno | Fontainebleau | François Mitterrand | European Council 25-26 june 1994 - Conclusions   |
| 3-4 dicembre | Dublino       | Garret FitzGerald   | European Council 3-4 december 1984 - Conclusions |

1985
| Data         | Sede        | Presidente     | Note                                             |
| ------------ | ----------- | -------------- | ------------------------------------------------ |
| 29-30 marzo  | Bruxelles   | Bettino Craxi  | European Council 29-30 march 1985 - Conclusions  |
| 28-29 giugno | Milano      | Bettino Craxi  | European Council 28-29 june 1985 - Conclusions   |
| 2-3 dicembre | Lussemburgo | Jacques Santer | European Council 2-3 december 1985 - Conclusions |

1986
| Data         | Sede   | Presidente        | Note                                             |
| ------------ | ------ | ----------------- | ------------------------------------------------ |
| 26-27 giugno | L'Aia  | Ruud Lubbers      | European Council 26-27 june 1986 - Conclusions   |
| 5-6 dicembre | Londra | Margaret Thatcher | European Council 5-6 december 1986 - Conclusions |

1987
| Data         | Sede       | Presidente       | Note                                             |
| ------------ | ---------- | ---------------- | ------------------------------------------------ |
| 29-30 giugno | Bruxelles  | Wilfried Martens | European Council 29-30 june 1987 - Conclusions   |
| 4-5 dicembre | Copenaghen | Poul Schlüter    | European Council 4-5 december 1987 - Conclusions |

1988
| Data           | Sede      | Presidente         | Note                                               |
| -------------- | --------- | ------------------ | -------------------------------------------------- |
| 11-13 febbraio | Bruxelles | Helmut Kohl        | European Council 11-13 february 1988 - Conclusions |
| 27-28 giugno   | Hannover  | Helmut Kohl        | European Council 27-28 june 1988 - Conclusions     |
| 2-3 dicembre   | Rodi      | Andreas Papandreou | - European Council 2-3 december 1988 - Conclusions |

1989
| Data         | Sede       | Presidente          | Note                                                                                          |
| ------------ | ---------- | ------------------- | --------------------------------------------------------------------------------------------- |
| 26-27 giugno | Madrid     | Felipe González     | European Council 27-28 june 1988 - Conclusions European Council 26-27 june 1989 - Conclusions |
| 18 novembre  | Parigi     | François Mitterrand | European Council 18 movember 1989 - Conclusions - Conclusions                                 |
| 8-9 dicembre | Strasburgo | François Mitterrand | European Council 8-9december 1989 - Conclusions                                               |

1990
| Data           | Sede    | Presidente       | Note |
| -------------- | ------- | ---------------- | ---- |
| 28 aprile      | Dublino | Charles Haughey  |      |
| 25-26 giugno   | Dublino | Charles Haughey  |      |
| 27-28 ottobre  | Roma    | Giulio Andreotti |      |
| 14-15 dicembre | Roma    | Giulio Andreotti |      |

1991
| Data          | Sede        | Presidente     | Note                             |
| ------------- | ----------- | -------------- | -------------------------------- |
| 8 aprile      | Lussemburgo | Jacques Santer |                                  |
| 28-29 giugno  | Lussemburgo | Jacques Santer |                                  |
| 9-10 dicembre | Maastricht  | Ruud Lubbers   | firma del Trattato di Maastricht |

1992
| Data           | Sede       | Presidente          | Note |
| -------------- | ---------- | ------------------- | ---- |
| 27 giugno      | Lisbona    | Aníbal Cavaco Silva |      |
| 16 ottobre     | Birmingham | John Major          |      |
| 11-12 dicembre | Edimburgo  | John Major          |      |

1993
| Data           | Sede       | Presidente           | Note                                                  |
| -------------- | ---------- | -------------------- | ----------------------------------------------------- |
| 21-22 giugno   | Copenaghen | Poul Nyrup Rasmussen | Consiglio europeo 21 e 22 giugno 1993 - Conclusioni   |
| 10-11 dicembre | Bruxelles  | Jean-Luc Dehaene     | Consiglio europeo 10 e 11 dicembre 1993 - Conclusioni |

### Consiglio europeo, dal 1994 al 2004
1994
| Data          | Sede  | Presidente         | Note                                                 |
| ------------- | ----- | ------------------ | ---------------------------------------------------- |
| 24-25 giugno  | Corfù | Andreas Papandreou | Consiglio europeo 24 e 25 giugno 1994 - Conclusioni  |
| 9-10 dicembre | Essen | Helmut Kohl        | Consiglio europeo 9 e 10 dicembre 1994 - Conclusioni |

1995
| Data           | Sede   | Presidente      | Note                                                  |
| -------------- | ------ | --------------- | ----------------------------------------------------- |
| 26-27 giugno   | Cannes | Jacques Chirac  | Consiglio europeo 26 e 27 giugno 1995 - Conclusioni   |
| 15-16 dicembre | Madrid | Felipe González | Consiglio europeo 15 e 16 dicembre 1995 - Conclusioni |

1996
| Data           | Sede    | Presidente    | Note                                                  |
| -------------- | ------- | ------------- | ----------------------------------------------------- |
| 29-30 marzo    | Torino  | Lamberto Dini | Consiglio europeo 29 e 30 marzo 1996 - Conclusioni    |
| 21-22 giugno   | Firenze | Romano Prodi  | Consiglio europeo 21 e 22 giugno 1996 - Conclusioni   |
| 13-14 dicembre | Dublino | John Bruton   | Consiglio europeo 13 e 14 dicembre 1996 - Conclusioni |

1997
| Data           | Sede        | Presidente          | Note                                                  |
| -------------- | ----------- | ------------------- | ----------------------------------------------------- |
| 16-17 giugno   | Amsterdam   | Wim Kok             | Consiglio europeo 16 e 17 giugno 1997 - Conclusioni   |
| 20-21 novembre | Lussemburgo | Jean-Claude Juncker | Consiglio europeo 20 e 21 novembre 1997 - Conclusioni |
| 12-13 dicembre | Lussemburgo | Jean-Claude Juncker | Consiglio europeo 12 e 13 dicembre 1997 - Conclusioni |

1998
| Data           | Sede      | Presidente   | Note                                                                                     |
| -------------- | --------- | ------------ | ---------------------------------------------------------------------------------------- |
| 3 maggio       | Bruxelles | Tony Blair   | Consiglio dell'Unione europea, riunito nella composizione dei Capi di Stato o di governo |
| 15-16 giugno   | Cardiff   | Tony Blair   | Consiglio europeo 15 e 16 giugno 1998 - Conclusioni                                      |
| 11-12 dicembre | Vienna    | Viktor Klima | Consiglio europeo 11 e 12 dicembre 1998 - Conclusioni                                    |

1999
| Data           | Sede     | Presidente       | Note                                                  |
| -------------- | -------- | ---------------- | ----------------------------------------------------- |
| 25-26 marzo    | Berlino  | Gerhard Schröder | Consiglio europeo 25 e 26 marzo 1999 - Conclusioni    |
| 3-4 giugno     | Colonia  | Gerhard Schröder | Consiglio europeo 3 e 4 giugno 1999 - Conclusioni     |
| 15-16 ottobre  | Tampere  | Paavo Lipponen   | Consiglio europeo 15 e 16 ottobre 1999 - Conclusioni  |
| 10-11 dicembre | Helsinki | Paavo Lipponen   | Consiglio europeo 10 e 11 dicembre 1999 - Conclusioni |

2000
| 23-24 marzo   | Lisbona              | António Guterres | Consiglio europeo 23 e 24 marzo 2000 - Conclusioni                                                                                          |
| 19-20 giugno  | Santa Maria da Feira | António Guterres | Consiglio europeo 19 e 20 giugno 2000 - Conclusioni                                                                                         |
| 13-14 ottobre | Biarritz             | Jacques Chirac   | Consiglio europeo 13 e 14 ottobre 2000 - Dichiarazione dei Capi di Stato e di governo dell'Unione europea sulla situazione in Medio Oriente |
| 7-9 dicembre  | Nizza                | Jacques Chirac   | Consiglio europeo 7 al 9 dicembre 2000 - Conclusioni                                                                                        |

2001
| Data           | Sede      | Presidente      | Note |
| -------------- | --------- | --------------- | --- |
| 23-24 marzo    | Stoccolma | Göran Persson   | Consiglio europeo 23 al 24 marzo 2001 - Conclusioni |
| 15-16 giugno   | Göteborg  | Göran Persson   | Consiglio europeo 15 e 16 giugno 2001 - Conclusioni |
| 21 settembre   | Bruxelles | Guy Verhofstadt | Consiglio europeo straordinario - 21 settembre 2001 - Conclusioni e Piano di azione |
| 19 ottobre     | Gand      | Guy Verhofstadt | Consiglio europeo straordinario - Dichiarazione dei Capi di Stato e di governo dell'Unione europea e del Presuidente della Commissione a seguito degli attentati dell'11 settembre e lotta contro il terrorismo |
| 14-15 dicembre | Laeken    | Guy Verhofstadt | Consiglio europeo 14 e 15 dicembre 2001 - Conclusioni |

2002
| Data           | Sede       | Presidente            | Note                                                  |
| -------------- | ---------- | --------------------- | ----------------------------------------------------- |
| 15-16 marzo    | Barcellona | José María Aznar      | Consiglio europeo 15 e 16 marzo 2002 - Conclusioni    |
| 21-22 giugno   | Siviglia   | José María Aznar      | Consiglio europeo 21 e 22 giugno 2002 - Conclusioni   |
| 24-25 ottobre  | Bruxelles  | Anders Fogh Rasmussen | Consiglio europeo 24 e 25 ottobre 2002 - Conclusioni  |
| 12-13 dicembre | Copenaghen | Anders Fogh Rasmussen | Consiglio europeo 12 e 13 dicembre 2002 - Conclusioni |

2003
| Data           | Sede      | Presidente        | Note                                                                 |
| -------------- | --------- | ----------------- | -------------------------------------------------------------------- |
| 17 febbraio    | Bruxelles | Costas Simitis    | Consiglio europeo 17 febbraio 2003 Conclusioni della Presidenza      |
| 20-21 marzo    | Bruxelles | Costas Simitis    | Consiglio europeo 20 e 21 marzo 2003 Conclusioni della Presidenza    |
| 16-17 aprile   | Atene     | Costas Simitis    | Dichiarazione di Atene                                               |
| 19-20 giugno   | Salonicco | Costas Simitis    | Consiglio europeo 19 e 20 giugno 2003 Conclusioni della Presidenza   |
| 16-17 ottobre  | Bruxelles | Silvio Berlusconi | Consiglio europeo 16 e 17 ottobre 2003 Conclusioni della Presidenza  |
| 12-13 dicembre | Bruxelles | Silvio Berlusconi | Consiglio europeo 12 e 13 dicembre 2003 Conclusioni della Presidenza |

2004
| Data        | Sede      | Presidente   | Note                                                              |
| ----------- | --------- | ------------ | ----------------------------------------------------------------- |
| 25-26 marzo | Bruxelles | Bertie Ahern | Consiglio europeo 25 e 26 marzo 2004 Conclusioni della Presidenza |

### Dall'allargamento del 2004 al 2009
2004
| Data           | Sede      | Presidente           | Note                                                  |
| -------------- | --------- | -------------------- | ----------------------------------------------------- |
| 17-18 giugno   | Bruxelles | Bertie Ahern         | Consiglio europeo 18 e 18 giugno 2004 - Conclusioni   |
| 4-5 novembre   | Bruxelles | Jan Peter Balkenende | Consiglio europeo 4 e 5 novembre 2004 - Conclusioni   |
| 16-17 dicembre | Bruxelles | Jan Peter Balkenende | Consiglio europeo 16 e 17 dicembre 2004 - Conclusioni |

2005
| Data           | Sede      | Presidente          | Note                                                  |
| -------------- | --------- | ------------------- | ----------------------------------------------------- |
| 22-23 marzo    | Bruxelles | Jean-Claude Juncker | Consiglio europeo 22 e 23 marzo 2005 - Conclusioni    |
| 16-17 giugno   | Bruxelles | Jean-Claude Juncker | Consiglio europeo 16 e 17 giugno 2005 - Conclusioni   |
| 15-16 dicembre | Bruxelles | Tony Blair          | Consiglio europeo 15 e 16 dicembre 2005 - Conclusioni |

2006
| Data           | Sede      | Presidente        | Note                                                  |
| -------------- | --------- | ----------------- | ----------------------------------------------------- |
| 23-24 marzo    | Bruxelles | Wolfgang Schüssel | Consiglio europeo 23 e 24 marzo 2006 - Conclusioni    |
| 15-16 giugno   | Bruxelles | Wolfgang Schüssel | Consiglio europeo 15 e 16 giugno 2006 - Conclusioni   |
| 14-15 dicembre | Bruxelles | Matti Vanhanen    | Consiglio europeo 14 e 15 dicembre 2006 - Conclusioni |

2007
| Data         | Sede      | Presidente    | Note                                                |
| ------------ | --------- | ------------- | --------------------------------------------------- |
| 8-9 marzo    | Bruxelles | Angela Merkel | Consiglio europeo 8 e 9 marzo 2007 - Conclusioni    |
| 21-22 giugno | Bruxelles | Angela Merkel | Consiglio europeo 21 e 22 giugno 2007 - Conclusioni |
| 14 dicembre  | Bruxelles | José Sócrates | Consiglio europeo 14 dicembre 2007 - Conclusioni    |

2008
| Data           | Sede      | Presidente       | Note                                                               |
| -------------- | --------- | ---------------- | ------------------------------------------------------------------ |
| 13-14 marzo    | Bruxelles | Janez Janša      | Consiglio europeo 13 e 13 marzo 2008 - Conclusioni                 |
| 19-20 giugno   | Bruxelles | Janez Janša      | Consiglio europeo 19 e 20 giugno 2008 Conclusioni della Presidenza |
| 1º settembre   | Bruxelles | Bernard Kouchner | Consiglio europeo straordinario 1º settembre 2008 - Conclusioni    |
| 15-16 ottobre  | Bruxelles | Bernard Kouchner | Consiglio europeo 15 e 16 ottobre 2008 - Conclusioni               |
| 11-12 dicembre | Bruxelles | Bernard Kouchner | Consiglio europeo 11 e 12 dicembre 2008 - Conclusioni              |

2009
| Data           | Sede      | Presidente          | Note                                                      |
| -------------- | --------- | ------------------- | --------------------------------------------------------- |
| 1º marzo       | Bruxelles | Karel Schwarzenberg | Riunione informale dei Capi di Stato o di governo dell'UE |
| 19-20 marzo    | Bruxelles | Karel Schwarzenberg | Consiglio europeo del 19 e 20 marzo 2009 - Conclusioni    |
| 5 aprile       | Praga     | Jan Kohout          | Riunione informale dei Capi di Stato o di governo dell'Ue |
| 18-19 giugno   | Bruxelles | Jan Kohout          | Consiglio europeo 18 e 19 giugno 2009 - Conclusioni       |
| 17 settembre   | Bruxelles | Fredrik Reinfeldt   | Riunione informale dei Capi di Stato o di governo dell'Ue |
| 29-30 ottobre  | Bruxelles | Fredrik Reinfeldt   | Consiglio europeo 29 e 30 ottobre 2009 - Conclusioni      |
| 19 novembre    | Bruxelles | Fredrik Reinfeldt   | Riunione formale dei Capi di Stato o di governo dell'Ue   |
| 10-11 dicembre | Bruxelles | Fredrik Reinfeldt   | Consiglio europeo 10 e 11 dicembre 2009 - Conclusioni     |

### Presidenza di Herman Van Rompuy(2010-2014)
2010
| Data           | Sede      | Note                                                             | Decisioni                                                 |
| -------------- | --------- | ---------------------------------------------------------------- | --------------------------------------------------------- |
| 11 febbraio    | Bruxelles | Dichiarazione dei capi di Stato o di governo dell'Unione europea |                                                           |
| 25-26 marzo    | Bruxelles | Consiglio europeo 25 e 26 marzo 2010 - Conclusioni               |                                                           |
| 7 maggio       | Bruxelles | Dichiarazione dei Capi di Stato o di governo della zona euro     |                                                           |
| 17 giugno      | Bruxelles | Consiglio europeo 17 giugno 2010 - Conclusioni                   |                                                           |
| 16 settembre   | Bruxelles | Consiglio europeo 16 settembre 2010 - Conclusioni                |                                                           |
| 28-29 ottobre  | Bruxelles | Consiglio europeo 28 e 29 ottobre 2010 - Conclusioni             |                                                           |
| 16-17 dicembre | Bruxelles | Consiglio europeo 16 e 17 dicembre 2010 - Conclusioni            | Concessione dello status di Paese candidato al Montenegro |

2011
| Data         | Sede      | Note |
| ------------ | --------- | --- |
| 4 febbraio   | Bruxelles | Consiglio europeo 4 febbraio 2011 - Conclusioni                                                              |
| 11 marzo     | Bruxelles | Consiglio europeo 11 marzo 2011 - Conclusioni                                                                |
| 24-25 marzo  | Bruxelles | Consiglio europeo 24 e 25 marzo 2011 - Conclusioni                                                           |
| 23-24 giugno | Bruxelles | Consiglio europeo 23 e 24 giugno 2011 - Conclusioni                                                          |
| 21 luglio    | Bruxelles | Dichiarazione dei Capi di Stato o di governo della zona euro e delle Istituzioni dell'Ue                     |
| 23 ottobre   | Bruxelles | Consiglio europeo 23 ottobre 2011 - Conclusioni                                                              |
| 26 ottobre   | Bruxelles | Dichiarazione dei Capi di Stato o di governo dell'Unione europea Dichiarazione del Vertice Euro              |
| 8-9 dicembre | Bruxelles | Consiglio europeo 9 dicembre 2011 - Conclusioni Dichiarazione dei Capi di Stato o di governo della Zona Euro |

2012
| Data           | Sede      | Note | Decisioni                                                                   |
| -------------- | --------- | --- | --------------------------------------------------------------------------- |
| 30 gennaio     | Bruxelles | Dichiarazione dei membri del Consiglio europeo: Verso un risanamento favorevole alla crescita e una crescita favorevole alla creazione di posti di lavoro Comunicazione degli Stati membri della Zona Euro |                                                                             |
| 1º-2 marzo     | Bruxelles | Consiglio europeo 1 e 2 marzo 2012 - Conclusioni Dichiarazione dei Capi di Stato o di governo della Zona Euro                                                                                              | Concessione dello status di Paese candidato alla Serbia                     |
| 23 maggio      | Bruxelles | Note per la stampa della zona euro sulla Grecia |                                                                             |
| 28-29 giugno   | Bruxelles | Consiglio europeo 28 e 29 giugno 2012 - Conclusioni Dichiarazione del Vertice della Zona Euro | Via libera all'avvio negoziati adesione con il Montenegro il 29 giugno 2012 |
| 18-19 ottobre  | Bruxelles | Consiglio europeo 18 e 19 ottobre 2012 - Conclusioni Dichiarazione dei capi di Stato o di governo della zona euro sulla Grecia                                                                             |                                                                             |
| 22-23 novembre | Bruxelles | Dichiarazione dei membri del Consiglio europeo |                                                                             |
| 13-14 dicembre | Bruxelles | Consiglio europeo 13 e 14 dicembre 2012 - Conclusioni |                                                                             |

2013
| Data           | Sede      | Note | Decisioni                                                                      |
| -------------- | --------- | --- | ------------------------------------------------------------------------------ |
| 7-8 febbraio   | Bruxelles | Consiglio europeo 7 e 8 febbraio 2013 - Conclusioni Consiglio europeo 7 e 8 febbraio 2013 - Conclusioni (Quadro finanziario pluriennale) |                                                                                |
| 14-15 marzo    | Bruxelles | Consiglio europeo 14 e 15 marzo 2013 - Conclusioni                                                                                       |                                                                                |
| 22 maggio      | Bruxelles | Consiglio europeo 22 maggio 2013 - Conclusioni                                                                                           |                                                                                |
| 27-28 giugno   | Bruxelles | Consiglio europeo 27 e 28 giugno 2013 - Conclusioni                                                                                      | Via libera all'avvio dei negoziati di adesione con la Serbia nel gennaio 2014. |
| 24-25 ottobre  | Bruxelles | Consiglio europeo 24 e 25 ottobre 2013 - Conclusioni                                                                                     |                                                                                |
| 19-20 dicembre | Bruxelles | Consiglio europeo 19 e 20 dicembre 2013 - Conclusioni                                                                                    |                                                                                |

2014
| Data          | Sede              | Note                                                                                | Decisioni |
| ------------- | ----------------- | ----------------------------------------------------------------------------------- | --- |
| 6 marzo       | Bruxelles         | Dichiarazione dei capi di Stato o di governo sull'Ucraina                           | |
| 20-21 marzo   | Bruxelles         | Consiglio europeo 20 e 21 marzo 2014 - Conclusioni                                  | Nuove misure restrittive nei confronti della Russia legate alla crisi in Ucraina e firma dell'Accordo di Associazione (solo disposizioni politiche) tra l'Ucraina e l'Unione europea.               |
| 27 maggio     | Bruxelles         | Dichiarazione dei capi di Stato o di governo sull'Ucraina                           | Valutazioni sui risultati delle elezioni europee, sulle procedure di nomina della nuova Commissione europea e sulla situazione in Ucraina.                                                          |
| 26-27 giugno  | Ypres e Bruxelles | Consiglio europeo 26 e 27 giugno 2014 - Conclusioni                                 | Proposto Jean-Claude Juncker come nuovo Presidente della Commissione europea; conferito lo status di candidato all'Albania; approvata l'adozione dell'euro in Lituania dal 1º gennaio 2015.         |
| 16 luglio     | Bruxelles         | Riunione straordinaria del Consiglio europeo (16 luglio 2014) - Conclusioni         | Dibattito sulle nomine e politica estera (crisi in Ucraina e a Gaza) |
| 30 agosto     | Bruxelles         | Riunione straordinaria del Consiglio europeo (30 agosto 2014) - Conclusioni         | Nomina di Donald Tusk a Presidente del Consiglio europeo e di Federica Mogherini ad Alto rappresentante. Dibattito su crisi economica e politica estera (Ucraina, Iraq/Siria, Gaza, Libia ed ebola) |
| 23-24 ottobre | Bruxelles         | Consiglio europeo 23 e 24 ottobre 2014 - Conclusioni Dichiarazione del Vertice euro | Approvazione della commissione Juncker, adozione del quadro 2030 per le politiche dell'energia e del clima                                                                                          |

### Presidenza di Donald Tusk(2014-2019)
2014
| Data        | Sede      | Note                                             | Decisioni                                                                                        |
| ----------- | --------- | ------------------------------------------------ | ------------------------------------------------------------------------------------------------ |
| 18 dicembre | Bruxelles | Consiglio europeo 18 dicembre 2014 - Conclusioni | Approvato il piano di investimenti proposto dal presidente della Commissione Jean-Claude Juncker |

2015
| Data           | Sede        | Note | Decisioni |
| -------------- | ----------- | --- | --------- |
| 12 febbraio    | Bruxelles   | Riunione informale dei capi di Stato o di governo 12 febbraio 2015 - Dichiarazione dei membri del Consiglio europeo |           |
| 19-20 marzo    | Bruxelles   | Consiglio europeo 19 e 20 marzo 2015 - Conclusioni                                                                  |           |
| 23 aprile      | Bruxelles   | Riunione straordinaria del Consiglio europeo 23 aprile 2015 - Dichiarazione                                         |           |
| 25-26 giugno   | Bruxelles   | Consiglio europeo 25 e 26 giugno 2015 - Conclusioni                                                                 |           |
| 23 settembre   | Bruxelles   | Riunione informale dei capi di Stato o di governo 23 settembre 2015 - Dichiarazione                                 |           |
| 15 ottobre     | Bruxelles   | Riunione del Consiglio europeo 15 ottobre 2015 – Conclusioni                                                        |           |
| 12 novembre    | La Valletta | Riunione informale dei capi di Stato o di governo 12 novembre 2015 - Comunicato                                     |           |
| 17-18 dicembre | Bruxelles   | Consiglio europeo 17 e 18 dicembre 2015 - Conclusioni                                                               |           |

2016
| Data           | Sede       | Note | Decisioni |
| -------------- | ---------- | --- | --- |
| 18-19 febbraio | Bruxelles  | Riunione del Consiglio europeo 18 e 19 febbraio 2016 – Conclusioni                                                                                        | Accordo sulla permanenza del Regno Unito nell'Unione                                                                |
| 17-18 marzo    | Bruxelles  | Riunione del Consiglio europeo 17 e 18 marzo 2016 – Conclusioni                                                                                           | Accordo con la Turchia sulla crisi dei migranti                                                                     |
| 28-29 giugno   | Bruxelles  | Riunione del Consiglio europeo 28 giugno 2016 – Conclusioni Riunione informale a 27 - Bruxelles, 29 giugno 2016 – Dichiarazione                           | Prime valutazioni a seguito dell'esito del Referendum sulla permanenza del Regno Unito nell'Unione europea          |
| 16 settembre   | Bratislava | Dichiarazione e tabella di marcia di Bratislava | Incontro informale dei 27 capi di stato e di governo sul rilancio dell'Unione a seguito dell'uscita del Regno Unito |
| 20-21 ottobre  | Bruxelles  | Riunione del Consiglio europeo 20 e 21 ottobre 2016 – Conclusioni                                                                                         | |
| 15 dicembre    | Bruxelles  | Riunione del Consiglio europeo 15 dicembre 2016 – Conclusioni Riunione informale dei capi di Stato o di governo dei 27 - 15 dicembre 2016 – Dichiarazione | |

2017
| Data            | Sede        | Note | Decisioni |
| --------------- | ----------- | --- | --- |
| 3 febbraio      | La Valletta | Dichiarazione di Malta sugli aspetti esterni della migrazione: affrontare la rotta del Mediterraneo centrale      | |
| 9-10 marzo      | Bruxelles   | Conclusioni del presidente del Consiglio europeo                                                                  | Rielezione di Donald Tusk per un secondo mandato come presidente del Consiglio europeo                                       |
| 25 marzo        | Roma        | Dichiarazione di Roma                                                                                             | Celebrazione del 60º anniversario dei Trattati di Roma                                                                       |
| 29 aprile       | Bruxelles   | Riunione straordinaria del Consiglio europeo (Articolo 50) (29 aprile 2017) - Orientamenti                        | Il Consiglio europeo, nel formato UE 27 (senza il Regno Unito), ha adottato gli orientamenti per i negoziati sulla Brexit    |
| 22-23 giugno    | Bruxelles   | Riunione del Consiglio europeo 22 e 23 giugno 2017 – Conclusioni                                                  | |
| 28-29 settembre | Tallinn     | [ 19 ] | Vertice digitale di Tallinn                                                                                                  |
| 19-20 ottobre   | Bruxelles   | Consiglio europeo 19 ottobre 2017 – Conclusioni                                                                   | |
| 14-15 dicembre  | Bruxelles   | Consiglio europeo 14 dicembre 2017) – Conclusioni Consiglio europeo (Articolo 50) 15 dicembre 2017 - Orientamenti | Lancio della Cooperazione strutturata permanente (PESCO) sulla difesa e avvio della seconda fase dei negoziati per la Brexit |

2018
| Data            | Sede       | Note | Decisioni |
| --------------- | ---------- | --- | --- |
| 23 febbraio     | Bruxelles  | [ 21 ] | |
| 22-23 marzo     | Bruxelles  | Consiglio europeo 22 marzo 2018 – Conclusioni Consiglio europeo (Articolo 50) 23 marzo 2018 - Orientamenti | |
| 17 maggio       | Sofia      | [ 22 ] | |
| 28-29 giugno    | Bruxelles  | Consiglio europeo 28 giugno 2018 – Conclusioni Consiglio europeo (Articolo 50) 29 giugno 2018 - Conclusioni Riunione del Vertice euro 29 giugno 2018 – Dichiarazione                                                    | |
| 19-20 settembre | Salisburgo | [ 23 ] | |
| 17-18 ottobre   | Bruxelles  | Consiglio europeo (Articolo 50) 17 ottobre 2018 - Principali risultati Consiglio europeo 18 ottobre 2018 – Conclusioni                                                                                                  | |
| 25 novembre     | Bruxelles  | Riunione straordinaria del Consiglio europeo (Articolo 50) 25 novembre 2018 - Conclusioni Riunione straordinaria del Consiglio europeo (Articolo 50) 25 novembre 2018 - Dichiarazioni da iscrivere nel processo verbale | Approvazione della (EN) bozza di accordo di recesso del Regno Unito dall'Unione europea e della (EN) bozza della dichiarazione politica sulle relazioni future. |
| 13-14 dicembre  | Bruxelles  | Riunione straordinaria del Consiglio europeo (Articolo 50) 13 dicembre 2018 - Conclusioni Consiglio europeo 13 e 14 dicembre 2018 – Conclusioni Riunione del Vertice euro 14 dicembre 2018 – Dichiarazione              | |

2019
| Data                 | Sede      | Note | Decisioni |
| -------------------- | --------- | --- | --- |
| 21-22 marzo          | Bruxelles | Riunione straordinaria del Consiglio europeo (Articolo 50) 21 marzo 2019 - Conclusioni Consiglio europeo 21 e 22 marzo 2019 – Conclusioni                                                                                       | Offerta di una proroga per l'uscita del Regno Unito dall'Unione europea fino al 22 maggio 2019, a condizione che il Parlamento britannico approvi l'accordo di recesso entro la settimana successiva al vertice. In caso contrario, i leader UE acconsentono a rinviare la Brexit al 12 aprile 2019 in attesa di un percorso da seguire indicato dal Regno Unito. |
| 10 aprile            | Bruxelles | Riunione straordinaria del Consiglio europeo (Articolo 50) 10 aprile 2019 – Conclusioni DECISIONE DEL CONSIGLIO EUROPEO adottata d'intesa con il Regno Unito che proroga il termine previsto dall'articolo 50, paragrafo 3, TUE | Fissati i nuovi termini dell'applicazione dell'articolo 50 del Trattato sull'Unione europea: l'uscita del Regno Unito dovrebbe essere rimandata al 31 ottobre 2019 |
| 9 maggio             | Sibiu     | Dichiarazione di Sibiu | Si è discussa in particolare una nuova agenda strategica dell'UE per il periodo 2019-2024 a partire da una nota dell'Agenda dei leader preparata dal presidente Tusk. |
| 28 maggio            | Bruxelles | [ 26 ] | Primo confronto tra i capi di stato e di governo sulle nomine dei nuovi vertici dell'Unione a seguito delle elezioni europee |
| 20-21 giugno         | Bruxelles | Consiglio europeo 20 giugno 2019 – Conclusioni Riunione del Vertice euro (21 giugno 2019) – Dichiarazione | I capi di stato e di governo hanno adottato la nuova agenda strategica dell'Unione, hanno discusso nuovi obiettivi per la lotta al cambiamento climatico, il quadro finanziario pluriennale 2021-27 e alcune questioni internazionali. Hanno rimandato la scelta dei nuovi vertici dell'Unione ad una riunione straordinaria prevista per il 30 giugno. Il Vertice euro ha discusso dello strumento di bilancio per la convergenza e la competitività (BICC) della zona euro, di modifiche al trattato che istituisce il meccanismo europeo di stabilità (MES) e del rafforzamento dell'Unione bancaria. |
| 30 giugno - 2 luglio | Bruxelles | Riunione straordinaria del Consiglio europeo 30 giugno, 1º e 2 luglio 2019 – Conclusioni | Dopo diverse sessioni di lavoro per discutre le nomine dei vertici dell'Unione, il Consiglio europeo ha eletto Charles Michel come nuovo presidente del Consiglio europeo e del Vertice euro, mentre propone Ursula von der Leyen come presidente della Commissione europea, Josep Borrell Fontelles come Alto rappresentante dell'Unione per gli affari esteri e la politica di sicurezza e Christine Lagarde come presidente della Banca centrale europea. |
| 17-18 ottobre        | Bruxelles | Riunione straordinaria del Consiglio europeo (Articolo 50) 17 ottobre 2019 – Conclusioni Consiglio europeo 17 e 18 ottobre 2019 – Conclusioni                                                                                   | Dopo aver espresso parere favorevole sul nuovo accordo di recesso del Regno Unito dall'Unione europea, il Consiglio europeo ha adottato conclusioni sul QFP, il prossimo ciclo istituzionale, i temi relativi ai cambiamenti climatici, sulle questioni relative all'allargamento, la situazione Turco-Siriana, le attività di perforazione illegale e MH17. |

### Presidenza di Charles Michel(2019-2024)
2019
| Data           | Sede      | Note | Decisioni |
| -------------- | --------- | --- | --- |
| 12-13 dicembre | Bruxelles | Consiglio europeo 12 dicembre 2019 - Conclusioni Riunione del Vertice euro (13 dicembre 2019) – Dichiarazione Riunione del Consiglio europeo (Articolo 50) (13 dicembre 2019) – Conclusioni | Discussione sul Green Deal europeo, sulla trattativa per il quadro finanziario pluriennale dell'Unione per il ciclo 2021-2027 e sulla Conferenza sul futuro dell'Europa. Il Vertice euro ha discusso di meccanismo europeo di stabilità (MES), strumento di bilancio per la convergenza e la competitività (BICC) della zona euro e del rafforzamento dell'Unione bancaria. Infine nel formato a 27 secondo l'art. 50 si è discusso dei negoziati sulle relazioni col Regno Unito dopo la sua uscita dall'Unione |

2020
| Data           | Sede            | Note | Decisioni |
| -------------- | --------------- | --- | --- |
| 20-21 febbraio | Bruxelles       | [ 27 ] | Discussione sul quadro finanziario pluriennale 2021-2027 |
| 10 marzo       | videoconferenza | [ 28 ] | Discussione sul coordinamento delle risposte all'epidemia di COVID-19 in Europa |
| 17 marzo       | videoconferenza | [ 29 ] | Aggiornamento sul coordinamento delle risposte all'epidemia di COVID-19 in Europa |
| 26 marzo       | videoconferenza | Dichiarazione congiunta dei membri del Consiglio europeo                                                                          | Aggiornamento sul coordinamento delle risposte all'epidemia di COVID-19 in Europa e sulle misure economiche per contrastare questa crisi. Apertura dei negoziati d'adesione per la Macedonia del Nord e l'Albania |
| 23 aprile      | videoconferenza | Conclusioni del presidente del Consiglio europeo a seguito della videoconferenza dei membri del Consiglio europeo, 23 aprile 2020 | Approvazione delle misure economiche per contrastare la crisi causata dalla pandemia di COVID-19 in Europa e delle tabelle di marcia comuni per la revoca delle misure di contenimento e per la ripresa |
| 19 giugno      | videoconferenza | [ 32 ] | Discussione sul fondo per contrastare la crisi economica causata dalla pandemia di COVID-19 in Europa e sul quadro finanziario pluriennale dell'Unione |
| 17-21 luglio   | Bruxelles       | Riunione straordinaria del Consiglio europeo 17, 18, 19, 20 e 21 luglio 2020 – Conclusioni                                        | Negoziato e accordo sul Quadro finanziario pluriennale dell'Unione 2021-2027 e sul Fondo Next Generation EU per superare la crisi economica causata dalla pandemia di COVID-19 in Europa |
| 19 agosto      | videoconferenza | [ 34 ] | Discussione sulla situazione in Bielorussia |
| 1-2 ottobre    | Bruxelles       | Riunione straordinaria del Consiglio europeo 1° e 2 ottobre 2020 – Conclusioni                                                    | Discussione sulle relazioni esterne (dispute di Grecia e Cipro con la Turchia nel Mediterraneo orientale, crisi politica in Bielorussia, avvelenamento di Aleksej Naval'nyj, scontri nel Nagorno-Karabakh e diritti umani in Cina, con particolare riferimento alle proteste a Hong Kong) e su mercato unico, politica industriale e transizione digitale |
| 15-16 ottobre  | Bruxelles       | Consiglio europeo 15 e 16 ottobre 2020 – Conclusioni                                                                              | Discussioni sulla situazione della pandemia di COVID-19 in Europa, sullo stato dei negoziati sulle relazioni con il Regno Unito dopo l'uscita dall'Unione europea, sugli obiettivi di riduzione delle emissioni nella lotta ai cambiamenti climatici e sulle relazioni con l'Africa |
| 29 ottobre     | videoconferenza | Dichiarazione comune dei membri del Consiglio europeo                                                                             | Aggiornamento sul coordinamento delle risposte alla pandemia di COVID-19 in Europa e sulle misure economiche per contrastare questa crisi |
| 19 novembre    | videoconferenza | [ 36 ] | Discussione sul Quadro finanziario pluriennale, sulla gestione della seconda ondata della pandemia di COVID-19 in Europa e sulle misure per uscire dall'emergenza |
| 10-11 dicembre | Bruxelles       | Consiglio europeo 10 e 11 dicembre 2020 – Conclusioni Riunione del Vertice euro (11 dicembre 2020) – Dichiarazione                | Accordo per superare le opposizioni dei governi polacco e ungherese sul quadro finanziario pluriennale e sul pacchetto per la ripresa dopo la crisi pandemica e adozione concordata dell'obiettivo di riduzione delle emissioni del 55% nel 2030 nell'ambito della strategia per la lotta al cambiamento climatico. Discussioni sulla COVID-19, sulla sicurezza e sulle relazioni esterne. Vertice euro in formato inclusivo sull'unione bancaria e l'unione dei mercati dei capitali |

2021
| Data           | Sede            | Note | Decisioni |
| -------------- | --------------- | --- | --- |
| 21 gennaio     | videoconferenza | [ 37 ] | Discussione sul coordinamento delle risposte alle nuove varianti della pandemia di COVID-19 in Europa, sui test, sulla circolazione di merci e persone e sulle vaccinazioni |
| 25-26 febbraio | videoconferenza | Dichiarazione dei membri del Consiglio europeo                                                                               | Discussione sul coordinamento delle risposte alle nuove varianti della pandemia di COVID-19 in Europa, sulle restrizioni alla circolazione di persone e sulle vaccinazioni. Aggiornamenti sugli impegni in materia di sicurezza e difesa e sul vicinato meridionale.                                                          |
| 25 marzo       | videoconferenza | Dichiarazione dei membri del Consiglio europeo Dichiarazione dei membri del Vertice euro riuniti in formato inclusivo        | Aggiornamento sulla situazione epidemiologica legata alla COVID-19. Discussione sulle relazioni transatlantiche con il presidente degli Stati Uniti Joe Biden. Confronto circa la situazione nel Mediterraneo orientale, le relazioni con la Russia, il mercato unico, l'agenda digitale e il ruolo internazionale dell'euro. |
| 7-8 maggio     | Porto           | Dichiarazione di Porto | Discussione sulla gestione della situazione epidemiologica legata alla COVID-19, sulle relazioni esterne e sul pilastro sociale dell'Unione, anche in vista della ripresa post-pandemia. |
| 24-25 maggio   | Bruxelles       | Riunione straordinaria del Consiglio europeo (24 e 25 maggio 2021) – Conclusioni                                             | Discussione sulle relazioni esterne (Bielorussia, Russia, Regno Unito, Medio Oriente e Mali), sul coordinamento della risposta europea contro la pandemia di COVID-19 e sulla lotta ai cambiamenti climatici |
| 24-25 giugno   | Bruxelles       | Riunione del Consiglio europeo (24 e 25 giugno 2021) – Conclusioni                                                           | Discussioni sulla situazione della pandemia di COVID-19, la migrazione e le relazioni esterne, comprese con la Turchia e la Russia. Incontro con il segretario generale delle Nazioni Unite António Guterres. Vertice euro sulla ripresa economica e sulle sfide per la zona euro                                             |
| 5 ottobre      | Brdo pri Kranju | [ 42 ] | Discussione sulla politica estera e di sicurezza comune, con particolare riferimento al ruolo dell'Unione europea nel mondo multipolare, alla difesa comune e al rapporto con la NATO |
| 21-22 ottobre  | Bruxelles       | Riunione del Consiglio europeo (21 e 22 ottobre 2021) – Conclusioni                                                          | Discussioni sulla situazione della pandemia di COVID-19, il rialzo dei prezzi dell'energia, il commercio internazionale e le relazioni esterne, il rispetto dello stato di diritto in Polonia, la migrazione e la transizione digitale                                                                                        |
| 16 dicembre    | Bruxelles       | Riunione del Consiglio europeo (16 dicembre 2021) – Conclusioni Riunione del Vertice euro (16 dicembre 2021) – Dichiarazione | Discussioni sugli sviluppi relativi alla COVID-19, su gestione delle crisi e resilienza, sui prezzi dell'energia, su sicurezza e difesa, sugli aspetti esterni della migrazione e sulla situazione in Bielorussia |

2022
| Data          | Sede       | Note | Decisioni |
| ------------- | ---------- | --- | --- |
| 17 febbraio   | Bruxelles  | [ 43 ] | Discussione sulla crisi tra Russia e Ucraina |
| 24 febbraio   | Bruxelles  | Riunione straordinaria del Consiglio europeo (24 febbraio 2022) – Conclusioni                                                   | Condanna e prime reazioni all'invasione russa dell'Ucraina |
| 10-11 marzo   | Versailles | Dichiarazione di Versailles | Confronto sull'invasione russa dell'Ucraina e le azioni intraprese e da intraprendere da parte dell'Unione per contrastarla e sostenere l'Ucraina; discussione su come rafforzare la sovranità europea, ridurre le dipendenze e mettere a punto un nuovo modello di crescita e di investimento |
| 24-25 marzo   | Bruxelles  | Resoconto congiunto del Consiglio europeo e degli Stati Uniti Riunione del Consiglio europeo (24 e 25 marzo 2022) – Conclusioni | Discussioni sull'aggressione militare russa nei confronti dell'Ucraina nonché su sicurezza e difesa, energia, questioni economiche, COVID-19 e relazioni esterne. Nel primo giorno del vertice hanno partecipato anche il presidente degli Stati Uniti Joe Biden, di persona, e il presidente ucraino Volodymyr Zelens'kyj, in videoconferenza. Charles Michel è stato confermato presidente del Consiglio europeo e del Vertice euro per un secondo mandato fino al 30 novembre 2024 |
| 30-31 maggio  | Bruxelles  | Riunione straordinaria del Consiglio europeo (30 e 31 maggio 2022) – Conclusioni                                                | Discussione su guerra in Ucraina, sicurezza alimentare, sicurezza e difesa ed energia, con interventi in videoconferenza del presidente ucraino Volodymyr Zelens'kyj e del presidente di turno dell'Unione africana Macky Sall |
| 23-24 giugno  | Bruxelles  | Riunione del Consiglio europeo (23 e 24 giugno 2022) – Conclusioni Riunione del Vertice euro (24 giugno 2022) – Dichiarazione   | Discussione su guerra in Ucraina, allargamento dell'Unione europea, relazioni esterne e dimensione geopolitica dell'Unione, proposta francese di creazione della Comunità politica europea, Conferenza sul futuro dell'Europa e questioni economiche. Concessione a Ucraina e Moldavia dello status di candidato all'adesione all'Unione; approvazione dell'adozione dell'euro in Croazia                                                                                             |
| 7 ottobre     | Praga      | [ 45 ] | Discussione sulla guerra tra Russia e Ucraina e sulla crisi energetica |
| 20-21 ottobre | Bruxelles  | Riunione del Consiglio europeo (20 e 21 ottobre 2022) – Conclusioni                                                             | Discussione sulle risposte dell'Unione alla crisi energtica, sull'invasione russa dell'Ucraina e su alcune questioni di politica estera (vertice UE-ASEAN, rapporti con la Cina, COP27 e proteste in Iran a seguito della morte di Mahsa Amini) |
| 15 dicembre   | Bruxelles  | Riunione del Consiglio europeo (15 dicembre 2022) – Conclusioni                                                                 | Discussione sulle risposte dell'Unione alla crisi energtica, sull'invasione russa dell'Ucraina, sulla politica di sicurezza e difesa e su alcune questioni di politica estera (vicinato meridionale, relazioni transatlantiche, proteste per la morte di Mahsa Amini in Iran). Concessione alla Bosnia ed Erzegovina dello status di candidato all'adesione all'Unione |

2023
| Data           | Sede            | Note                                                                         | Decisioni |
| -------------- | --------------- | ---------------------------------------------------------------------------- | --- |
| 9 febbraio     | Bruxelles       | Riunione straordinaria del Consiglio europeo (9 febbraio 2023) – Conclusioni | Discussione sulla guerra tra Russia e Ucraina e scambio di vedute col presidente ucraino Volodymyr Zelens'kyj, sulla situazione economica (competitività e aiuti di stato) e sulle migrazioni e il rafforzamento delle frontiere esterne dell'Unione |
| 23 marzo       | Bruxelles       | Riunione del Consiglio europeo (23 marzo 2023) – Conclusioni                 | Discussione sulla guerra tra Russia e Ucraina e scambio di vedute col presidente ucraino Volodymyr Zelens'kyj in videocollegamento, sulla situazione economica (competitività, mercato unico ed energia) e sulle relazioni esterne e su altri argomenti, compresa la migrazione. C'è stato anche un incontro con il segretario generale delle Nazioni Unite António Guterres                                             |
| 29-30 giugno   | Bruxelles       | Riunione del Consiglio europeo (29-30 giugno 2023) – Conclusioni             | Discussione su guerra tra Russia e Ucraina, situazione economica, sicurezza e difesa e rapporto con la NATO, relazioni esterne (in particolare rapporti con la Cina, questioni legate al Mediterraneo orientale, crisi tra Serbia e Kosovo e progresso nell'allargamento) e migrazioni |
| 6 ottobre      | Granada         | Dichiarazione di Granada                                                     | Discussione sull'agenda strategica dell'Unione europea per il periodo 2024-2029 a fronte della crisi pandemica, dell'aggressione russa all'Ucraina e delle migrazioni |
| 17 ottobre     | videoconferenza | [ 48 ]                                                                       | Discussione sul conflitto tra Israele e Hamas |
| 26-27 ottobre  | Bruxelles       | Riunione del Consiglio europeo (26 e 27 ottobre 2023) – Conclusioni          | Discussioni sulla guerra tra Russia e Ucraina, sul conflitto tra Israele e Hamas, sulla revisione del bilancio pluriennale dell'Unione, sulla crescita economica, sulle miglrazione e sulle relazioni esterne (in particolare sulle tensioni tra Serbia e Kosovo, sulla crisi tra Armenia ed Azerbaigian e sulla situazione nella regione del Sahel)                                                                     |
| 14-15 dicembre | Bruxelles       | Riunione del Consiglio europeo (14 e 15 dicembre 2023) – Conclusioni         | Avvio dei negoziati d'adesione della Moldavia e dell'Ucraina, concessione alla Georgia dello status di candidato e altre questioni legate all'allargamento e alla riforma dell'Unione. Discussioni su conflitti in Ucraina e Medio Oriente, quadro finanziario pluriennale 2021-2027, sicurezza e difesa, migrazione, relazioni UE-Turchia, lotta contro l'antisemitismo, il razzismo e la xenofobia e agenda strategica |

2024
| Data         | Sede      | Note | Decisioni |
| ------------ | --------- | --- | --- |
| 1º febbraio  | Bruxelles | Riunione straordinaria del Consiglio europeo (1º febbraio 2024) – Conclusioni                                               | Approvazione dei finanziamenti aggiuntivi al quadro finanziario pluriennale per il sostegno all'Ucraina, discussione sulla situazione nel Vicino Oriente e sull'agricoltura |
| 21-22 marzo  | Bruxelles | Riunione del Consiglio europeo (21 e 22 marzo 2024) – Conclusioni Riunione del Vertice euro (22 marzo 2024) – Dichiarazione | Approvazione dell'avvio dei negoziati di adesione della Bosnia ed Erzegovina all'Unione europea. Discussioni su sostegno all'Ucraina, sicurezza e difesa, Vicino Oriente, allargamento e riforme, migrazione, preparazione e risposta alle crisi, semestre europeo, relazioni esterne e agricoltura. Colazione con il segretario generale delle Nazioni Unite António Guterres |
| 17-18 aprile | Bruxelles | Riunione straordinaria del Consiglio europeo (17 e 18 aprile 2024) – Conclusioni                                            | Discussione sulla situazione geopolitica in Ucraina, nel Vicino Oriente, sulle relazioni con la Turchia e sul nuovo patto per la competitività europea a seguito della relazione di Enrico Letta |
| 17 giugno    | Bruxelles | [ 49 ] | Primo confronto tra i capi di stato e di governo sulle nomine dei nuovi vertici dell'Unione a seguito delle elezioni europee |
| 27 giugno    | Bruxelles | Riunione del Consiglio europeo (27 giugno 2024) – Conclusioni                                                               | Accordo su designazioni e nomine per le massime cariche dell'UE e adozione dell'agenda strategica 2024-2029, un piano strategico che definisce gli orientamenti e gli obiettivi futuri dell'UE. Il Consiglio europeo ha eletto António Costa come nuovo presidente del Consiglio europeo e del Vertice euro, mentre propone Ursula von der Leyen per un secondo mandato come presidente della Commissione europea e Kaja Kallas come Alto rappresentante dell'Unione per gli affari esteri e la politica di sicurezza. Discussioni su Ucraina (cui ha partecipato anche il presidente ucraino Volodymyr Zelens'kyj), Vicino Oriente, sicurezza e difesa, competitività, migrazione, Mar Nero, Moldova, Georgia, minacce ibride, lotta contro l'antisemitismo, il razzismo e la xenofobia e una tabella di marcia sulle riforme interne |
| 17 ottobre   | Bruxelles | Riunione del Consiglio europeo (17 ottobre 2024) – Conclusioni                                                              | Discussioni e conclusioni su diversi temi: Ucraina (inclusa l'esposizione del piano per la vittoria da parte del presidente ucraino Volodymyr Zelens'kyj), situazioni conflittuali nel Vicino Oriente, garantire un ordine internazionale basato su regole, competitività, migrazione, Moldova, Georgia, relazioni esterne e altri punti |
| 7-8 novembre | Budapest  | Dichiarazione di Budapest sul nuovo patto per la competitività europea                                                      | Discussione su un nuovo patto per la competitività dell'Europa e su questioni di politica estera, come i rapporti transatlantici a seguito delle elezioni presidenziali statunitensi, la situazione in Georgia e la legislazione di Israele contro l'Agenzia delle Nazioni Unite per il soccorso e l'occupazione dei profughi palestinesi nel vicino oriente |

### Presidenza di António Costa(2024-in carica)
2024
| Data        | Sede      | Note                                                            | Decisioni |
| ----------- | --------- | --------------------------------------------------------------- | --- |
| 19 dicembre | Bruxelles | Riunione del Consiglio europeo (19 dicembre 2024) – Conclusioni | Discussioni e conclusioni su diversi temi: Ucraina (con la partecipazione del presidente ucraino Volodymyr Zelens'kyj), conflitti nel Vicino Oriente, ruolo dell'UE nel mondo, resilienza e preparazione, migrazione, altre questioni di politica estera e processo di adesione dei paesi dei Balcani occidentali |

2025
| Data       | Sede      | Note | Decisioni |
| ---------- | --------- | --- | --- |
| 3 febbraio | Donceel   | [ 51 ] | Discussione sulla difesa europea (sviluppo di capacità collettive), sui modi migliori per utilizzare il bilancio dell'UE e mobilitare finanziamenti privati e su come rafforzare i partenariati strategici |
| 6 marzo    | Bruxelles | Riunione straordinaria del Consiglio europeo (6 marzo 2025) – Conclusioni Riunione straordinaria del Consiglio europeo (6 marzo 2025) – Ucraina | Discussioni e conclusioni sul sostegno all'Ucraina (con la partecipazione del presidente ucraino Volodymyr Zelens'kyj) e sulla difesa europea, con decisioni riguardo a nuovi fondi d'investimento e all'esclusione delle spese per la difesa dal computo del parametro deficit/PIL del Patto di stabilità e crescita |
| 20 marzo   | Bruxelles | Riunione del Consiglio europeo (20 marzo 2025) – Conclusioni Riunione del Consiglio europeo (20 marzo 2025) – Ucraina                           | Prosecuzione delle discussioni e conclusioni sul sostegno all'Ucraina (con la partecipazione del presidente ucraino Volodymyr Zelens'kyj) e sulla difesa europea; confronto sul prossimo quadro finanziario pluriennale (QFP), la migrazione, gli ultimi sviluppi in Medio Oriente, il multilateralismo e altre questioni di politica estera, con la partecipazione di António Guterres, segretario generale delle Nazioni Unite |
| 26 giugno  | Bruxelles | Riunione del Consiglio europeo (26 giugno 2025) – Conclusioni Riunione del Consiglio europeo (26 giugno 2025) – Ucraina                         | Discussioni sugli sviluppi dei conflitti in corso nel Medio Oriente e in Ucraina (con la partecipazione del presidente ucraino Volodymyr Zelens'kyj), sulla difesa europea, la migrazione, la competitività globale dell'Unione, la preparazione, la sicurezza interna, l'allargamento e altre questioni di politica internazionale                                                                                              |

### In programma
| Anno | Data           | Sede                 | Note |
| ---- | -------------- | -------------------- | ---- |
| 2025 | 1º ottobre     | Danimarca (bandiera) |      |
| 2025 | 23-24 ottobre  | Bruxelles            |      |
| 2025 | 18-19 dicembre | Bruxelles            |      |

## Dettagli

### Colonia 1999
Il Consiglio europeo si riunì a Colonia il 3-4 giugno 1999 per prendere in considerazione le questioni sorte dopo l'entrata in vigore del Trattato di Amsterdam. Romano Prodi, in veste di presidente della Commissione europea, presentò un piano per il lavoro futuro della stessa e il programma di riforme. Il Consiglio richiese una Carta dei diritti fondamentali dell'Unione europea.
Esso designò Javier Solana segretario generale del Consiglio dell'Unione europea (con Pierre de Boissieu segretario aggiunto) e Alto Rappresentante per la Politica Estera e di Sicurezza Comune. Decise inoltre, come primo atto di politica estera comune, una posizione unitaria verso la Russia e adottò una dichiarazione sul Cossovo. In relazione alla politica europea di sicurezza e difesa, elemento fondamentale della politica estera comune, il Consiglio dichiarò che l'Unione "avrebbe dovuto avere capacità d'azione autonoma, sostenuta da forze militari credibili, i mezzi per deliberare il loro uso e la prontezza di farlo, allo scopo di rispondere alle crisi internazionali senza pregiudizio delle azioni della NATO".

### Laeken 2001
Il Consiglio europeo si riunì al palazzo reale di Laeken, in Belgio, il 14-15 dicembre 2001. All'esterno montò la protesta di circa 80.000 persone e si verificarono alcune violenze. Un piccolo gruppo di contestatori lanciò bombe Molotov verso la polizia belga; la violenza fu comunque minore di quella registrata al Consiglio europeo di Göteborg nel luglio dello stesso anno.
I principali problemi trattati dal consiglio furono: nuove misure nel campo della cooperazione di polizia e giudiziaria in materia penale, il mandato d'arresto europeo, una definizione comune del terrorismo e Eurojust; le sedi di dieci nuove agenzie europee (dopo ore di divergenze il Consiglio non raggiunse un accordo e decise di rimandare la decisione all'anno seguente); l'imminente introduzione dell'euro (allo scopo il Consiglio incontrò i ministri delle Finanze); il progresso dell'allargamento dell'Unione; l'adozione della Dichiarazione di Laeken sul futuro dell'Europa e l'istituzione della Convenzione europea presieduta da Giscard d'Estaing, con vicepresidenti Giuliano Amato e Jean-Luc Dehaene. La Convenzione era investita del compito di predisporre la Costituzione europea; essa avrebbe avuto circa sessanta componenti, scelti fra i membri dei governi nazionali, i parlamentari nazionali, i parlamentari europei e i membri della Commissione europea; avrebbe inoltre incluso rappresentanti delle nazioni candidate all'adesione. La Dichiarazione riesaminava il progresso dell'integrazione europea negli ultimi cinquant'anni, riconducendo le sue origini al dramma della seconda guerra mondiale, e poneva una serie di questioni a cui la Convenzione avrebbe dovuto rispondere.